# Bezirksgericht Ried in Tirol

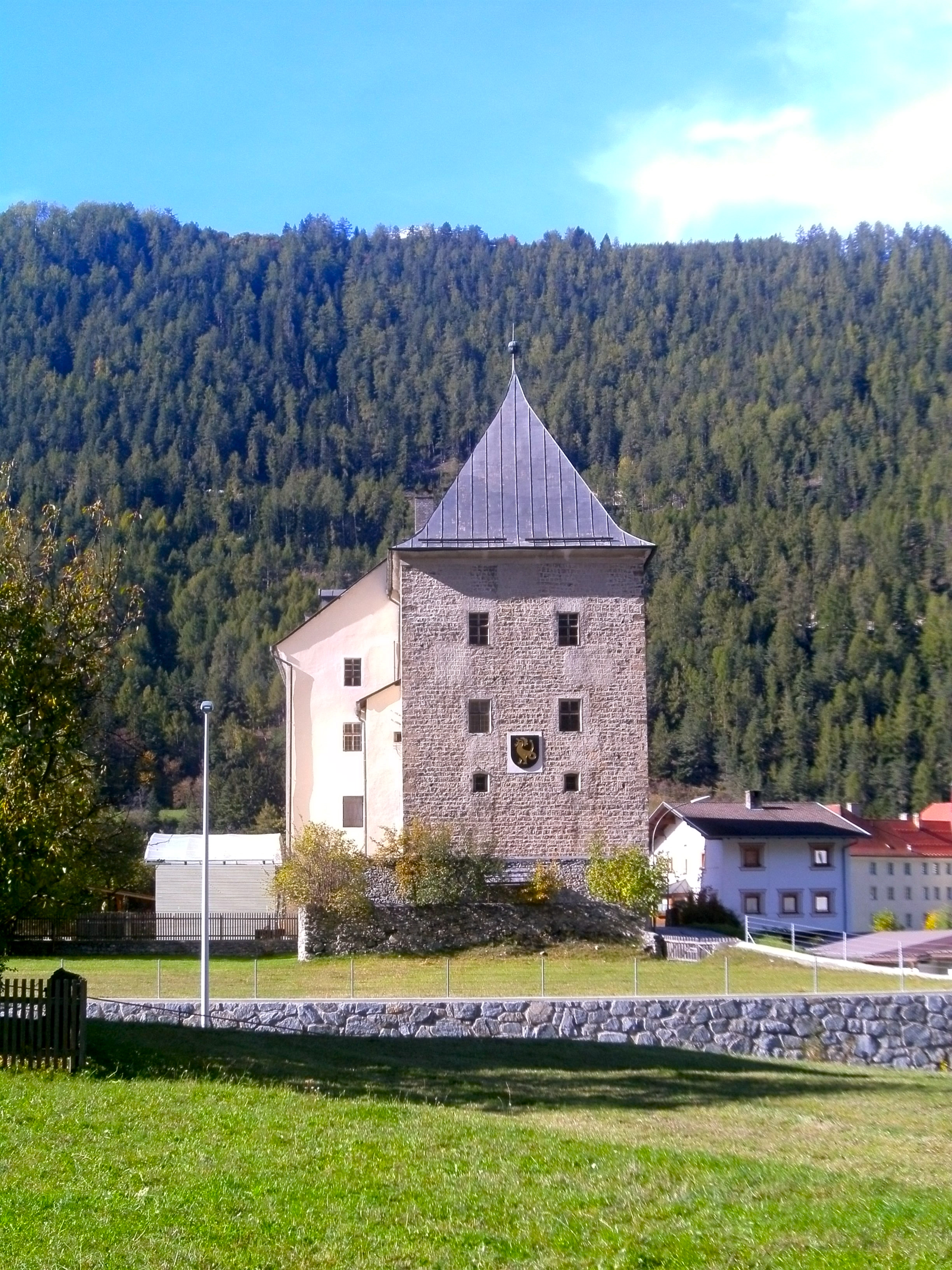
Ehemaliges Gerichtsgebäude Schloss Sigmundsried in Ried im Oberinntal

Das Bezirksgericht Ried war ein Bezirksgericht mit Sitz im Schloss Sigmundsried in Ried im Oberinntal. Es entstand aus dem Gericht Laudegg. 

## Geschichte
Das Bezirksgericht Laudegg hatte bis 1550 seinen Sitz in Ladis im Schloss Laudegg. 1550 verlegte der Pfleger Veit von Wehingen den Gerichtssitz von Laudegg nach Ried ins Schloss Sigmundsried.
Schloss Laudegg war nicht bewohnbar und Wehingen kaufte daher das gut ausgebaute Schloss Sigmundsried. Von 1654 bis 1664 hatte Christian Roth, der Schwiegervater von Andreas Sterzinger, das Pflegeramt des Gerichtes Laudeck mit Sitz in Ried inne. 1664 übernahm Andreas Sterzinger, Sohn des Martin Sterzinger (Prutz Turm zur Breite), das Pfleger- und Richteramt des Gerichtes Laudeck mit Sitz in Ried und ließ die Loretokapelle bauen sowie das Kapuzinerkloster. 
1698 hatte Martin Andreas Sterzinger von Sigmundsried und Turm in der Breite, der Held von Pontlatz, das Pfleger- und Richteramt des Gerichtes Laudeck mit Sitz in Ried inne. 1703 führte er die Kämpfe an der Pontlatzer Brücke gegen die Bayern, die im Zug des Spanischen Erbfolgekrieges in Tirol eingefallen waren, und fügte ihnen eine schwere Niederlage zu. Der Kaiser verlieh den Obergrichtlern für ihre Tapferkeit den Leopoldsbecher. 
1806 unterstellten die Bayern der Gerichtsbezirk Laudegg dem Bezirksgericht Landeck. Drei Jahre darauf wurden Laudegg und Nauders zusammengeführt. 1810 wurde Laudegg gemeinsam mit Pfunds ein Gerichtsbezirk mit Sitz in Ried im Schloss Sigmundsried. 
Durch die österreichische Gerichtsorganisation wurde 1817 die Patrimonialgerichtsbarkeit wiederhergestellt, die Spaur übernahmen wieder Laudegg, während Pfunds Nauders angeschlossen und der Gerichtsbezirk Laudegg namentlich zum Bezirk Ried wurde. So entstand aus dem Bezirksgericht Laudegg der Gerichtsbezirk Ried in Tirol. 
Mit 1. Jänner 1978 wurde der Gerichtsbezirk Ried in Tirol aufgelöst und in den Gerichtsbezirk Landeck implementiert.